# Fakaifou
Fakaifou este un sat localizat în partea centrală a insulei Fongafale, parte componentă a atolului Funafuti, statul Tuvalu.
La recensământul din 2002, localitatea înregistra 1.007 locuitori.